# Falkirk FC
Falkirk F.C. este un club de fotbal din Falkirk, Scoția fondat în anul 1876 care evoluează în Scottish Football League First Division[*].